# Felicián
A Felicián latin eredetű férfinév, a Félix származéka. Női párja: Feliciána.

## Rokon nevek
Félix

## Gyakorisága
Az 1990-es években a Felicián szórványos név, a 2000-es években nem szerepel a 100 leggyakoribb férfinév között.

## Névnapok
- június 9.[2]

## Híres Feliciánok
- Zách Felicián magyar főúr, Károly Róbert király merénylője
- Feliciano López spanyol teniszező
- Neubauer József Felicián (1913–1998) debreceni születésű, Nagymágocson élt kapucinus szerzetes[5]

## Érdekességek
- Fickó vagy Ficzkó, Fitzkó, illetve Fico családnév kutatások szerint a Feliciánból eredhet.[6]